# Адабашев Ігор Іванович
Ігор Іванович Адабашев (рос. Игорь Иванович Адабашев; 16 березня 1919, Гурзуф — 13 вересня 1993, Москва) — радянський письменник-фантаст, журналіст, популяризатор науки.

## Біографія
Ігор Адабашев народився 16 березня 1919 року в селищі Гурзуф у Криму. У 1939 закінчив Харківський машинобудівний інститут. У грудні того ж року призваний в армію. Під час німецько-радянської війни заступник політрука в 30-му автотранспортному полку Західного фронту, потім в авторемонтному батальйоні на 3-му Білоруському фронті.
Після війни — директор заводу у Вільнюсі. У 1964—1965 головний редактор журналу «Знання — сила», у 1970—1987 журналу «За кермом». Член Радянського комітету ветеранів війни. Заслужений працівник культури РРФСР (1979).
Перша публікація Адабашева відбулася 1938 року — науково-фантастичне оповідання «Завод-автомат» у газеті «Харківський робітник». Однак літературною роботою він зайнявся тільки з 1952. Член СП СРСР з 1959.
Збірку оповідань «Викрадення МР» і повість «Тепла Балтика» було опубліковано в перекладі литовською мовою. Російською йому вдалося надрукувати лише два оповідання в дусі фантастики ближнього прицілу. З 1959 року випускав тільки науково-популярні книжки.

## Публікації

### Наукова фантастика
- «Викрадення МР» (лит. MR pagrobimas; Вільнюс, 1957)
- «Тепла Балтика» (лит. Siltoji Baltija; Вільнюс, 1959)
- «Таємниця має бути розкрита: З оповідань, надісланих на конкурс» (рос. Тайна должна быть раскрыта: Из рассказов, присланных на конкурс; Техника-молодёжи, 1954, № 10)
- «Випадок у рейсовому літаку: НФ оповідання» (рос. Случай в рейсовом самолете: НФ рассказ; Советская Литва: Альманах. Кн. 4 — Вільнюс: Гослитиздат Лит. ССР, 1957)

### Науково-популярна література
- «Людина виправляє планету» (рос. Человек исправляет планету; Москва, 1959)
- «На краю таємниці» (рос. На краю тайны; Москва: Профиздат, 1962)
- «Підземний океан» (рос. Подземный океан; Москва: Географгиз, 1962)
- «Розум проти стихії» (рос. Разум против стихии; Москва: МГ, 1962)
- «Людина змінює обличчя Землі» (рос. Человек меняет лицо Земли; Москва: Знание, 1965)
- «Підкорення „Блакитного континенту“» (рос. Покорение «Голубого континента»; Москва: Знание, 1966)
- «Кроки в прийдешнє» (рос. Шаги в грядущее; Москва: Политиздат, 1967)
- «Від каменя до мозку» (рос. От камня до мозга; Москва: Мысль, 1968)
- «Сім загадок світу» (рос. Семь загадок мира; Москва: Знание, 1968)
- «Трагедія чи гармонія?: Природа-машина-людина» (рос. Трагедия или гармония?: Природа-машина-человек; Москва: Мысль, 1973)
- «Створення гармонії» (рос. Сотворение гармонии; Москва: Мысль, 1981)
- «Світові загадки сьогодні» (рос. Мировые загадки сегодня; Москва: Советская Россия, 1986)

## Нагороди
- Орден Вітчизняної війни
- Орден Червоної Зірки
- Медаль «За оборону Москви»
- Медаль «За перемогу над Німеччиною у Великій Вітчизняній війні 1941—1945 рр.»
- Заслужений працівник культури РРФСР